# Dobroslavice
Obec Dobroslavice (německy Dobroslawitz) se nachází v okrese Opava v Moravskoslezském kraji. Žije zde 782 obyvatel.

## Geografie
Dobroslavice se nacházejí pět km jihozápadně od Hlučína. Sousedí na severu s vesnicí Jilešovice, na východě s Děhylovem, na jihu s Plesnou, jihozápadně s Velkou Polomí a na severozápadě s Hájem ve Slezsku. Dobroslavicemi protéká řeka Opava, Děhylovský potok a Plesenský potok. V katastru obce je Poštovní rybník, dnes součást přírodní památky Jilešovice-Děhylov, Komorový rybník a část Hlučínského jezera (také Štěrkovna), které vzniklo v důsledku těžby štěrku. Nejvyšším bodem Dobroslavic je vrchol ve výšce 347 m n. m. (Kobylí kopec, kóta 347) západně od obce, známější je kopec Končina s 340 m n. m. v jižní části obce. Nejnižší část se nachází v blízkosti řeky Opavy v oblasti Rybárna (220 m n. m.).
Většina katastru obce se nachází v pohoří Nízkého Jeseníku.
K obci také patří bývalý lom a současná osada Lom Trhůvka.

## Doprava
Dobroslavicemi v severní části vede železnice 321 Opava východ – Ostrava-Svinov, dostupná zastávka je Děhylov nebo Jilešovice.

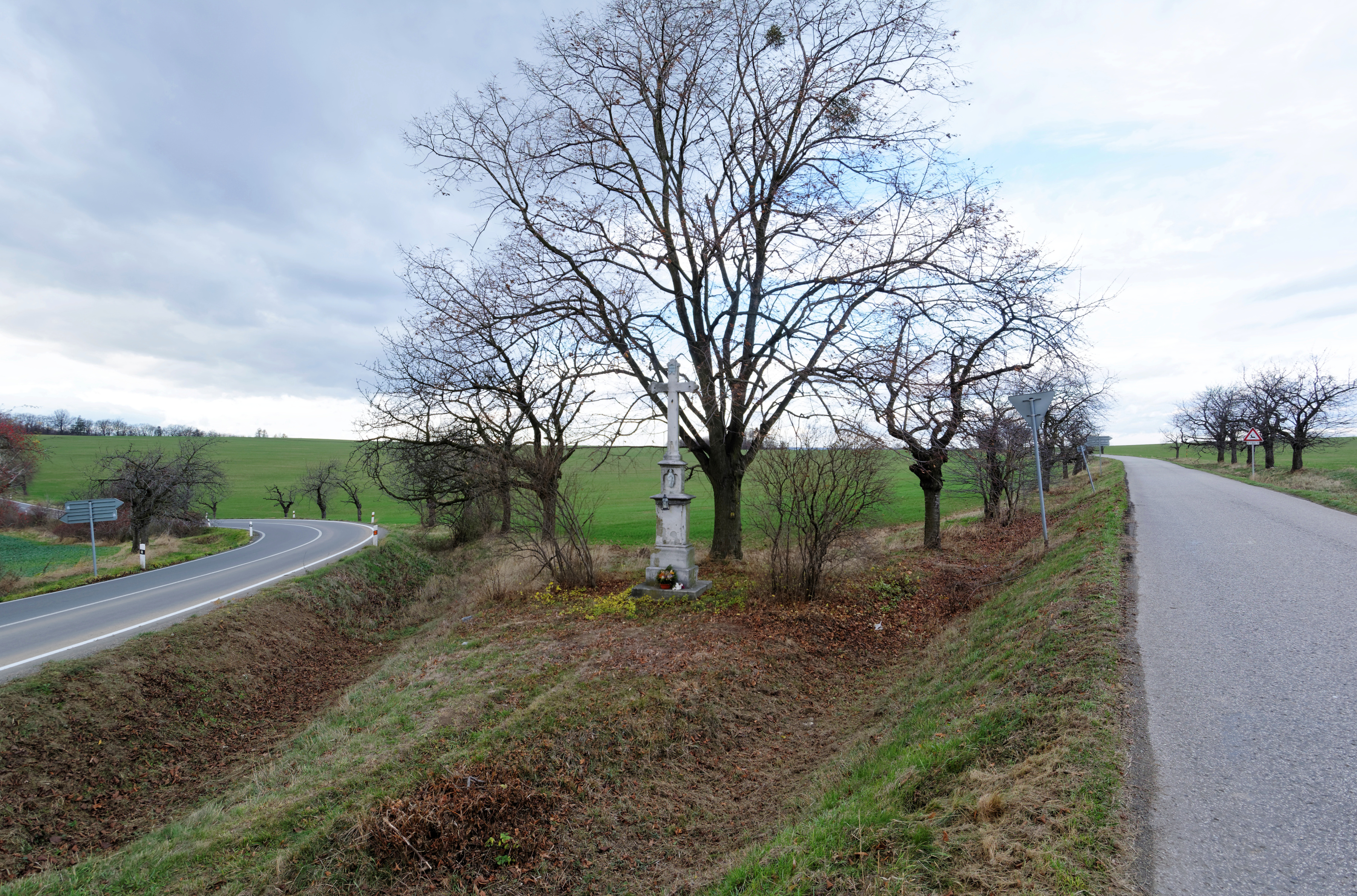
Rozcestí silnic III/4673 a III/4678

Obcí vede silnice III. třídy 4673 (ulice Slezská) z Děhylova do Háje ve Slezsku a III/4678 z Dobroslavic do Háje ve Slezsku. Z Plesné lze dojet po komunikaci IV/46614 (Dobroslavická). Autobusovou dopravu zajišťuje společnost ARRIVA MORAVA a.s.
Z cyklotras Dobroslavicemi prochází číslo 6200 Radegast Slezsko, okrajově č. 6128 (Děhylov – Háj ve Slezsku) a trasa č. 55. Obcí prochází také zelená turistická značka. U zámeckého parku je výchozí bod žluté turistické trasy.
Již v roce 1743 byla umístěna do hospodářských budov samostatná poštovní stanice. Přes Dobroslavice vedla poštovní doprava do Vídně. V současné době je nejbližší poštovní úřad v Děhylově. Na katastru obce se také nachází Lom Trhůvka s vodopádem.

## Historie

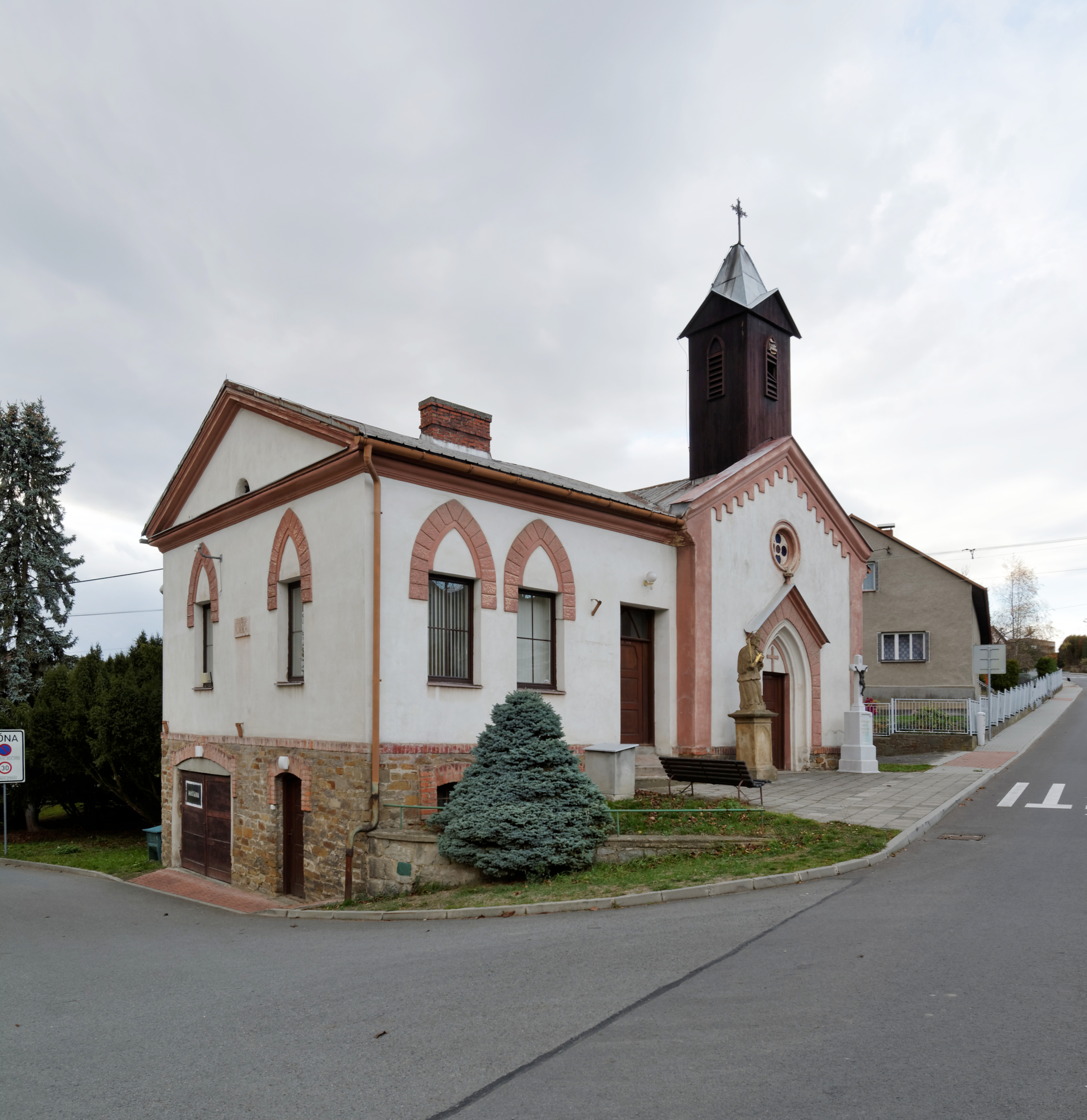
Dobroslavice. Kaple se starým obecním úřadem, v dolní části se šatlavou, hasičským skladem – dnes moštárnou

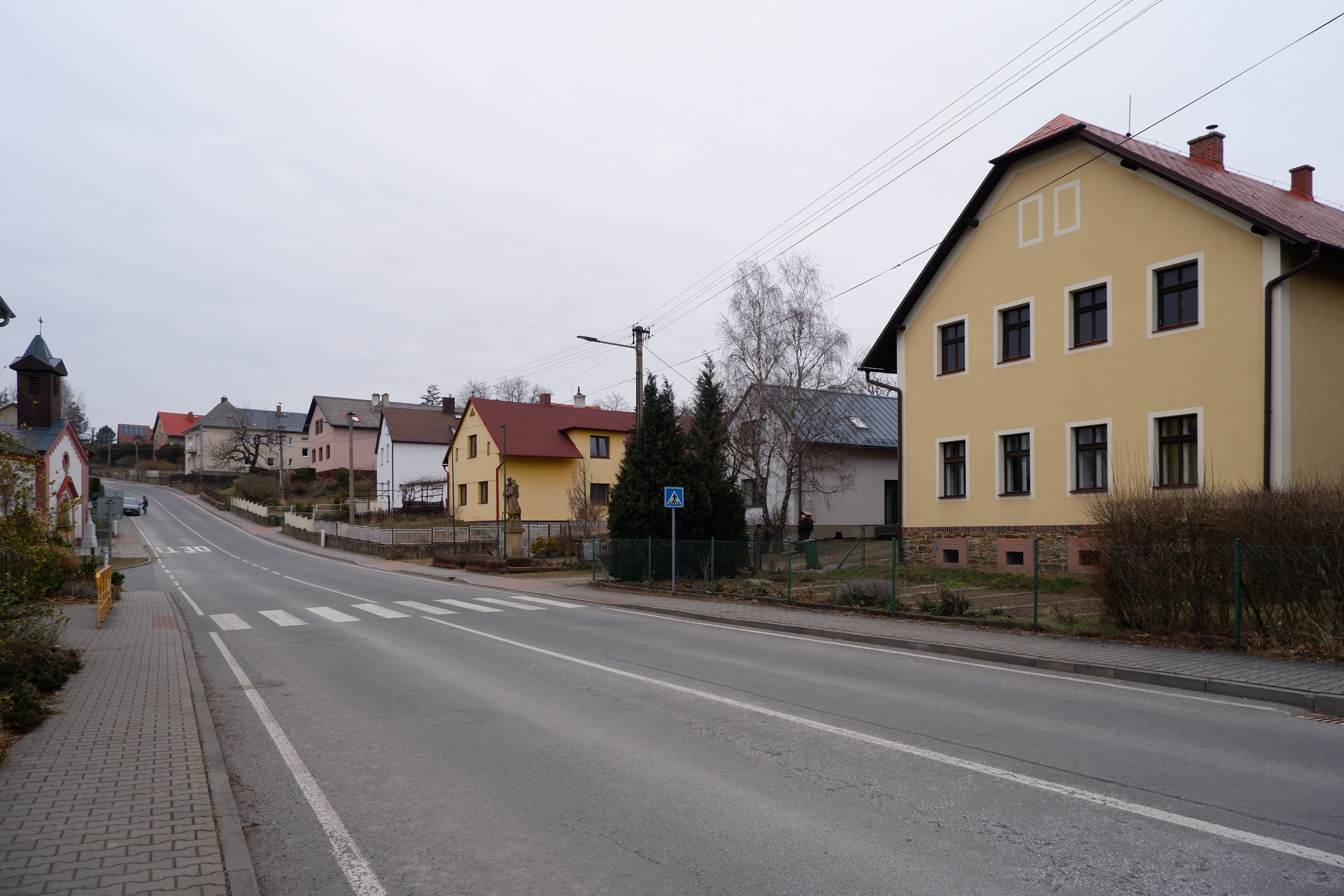
Slezská ulice

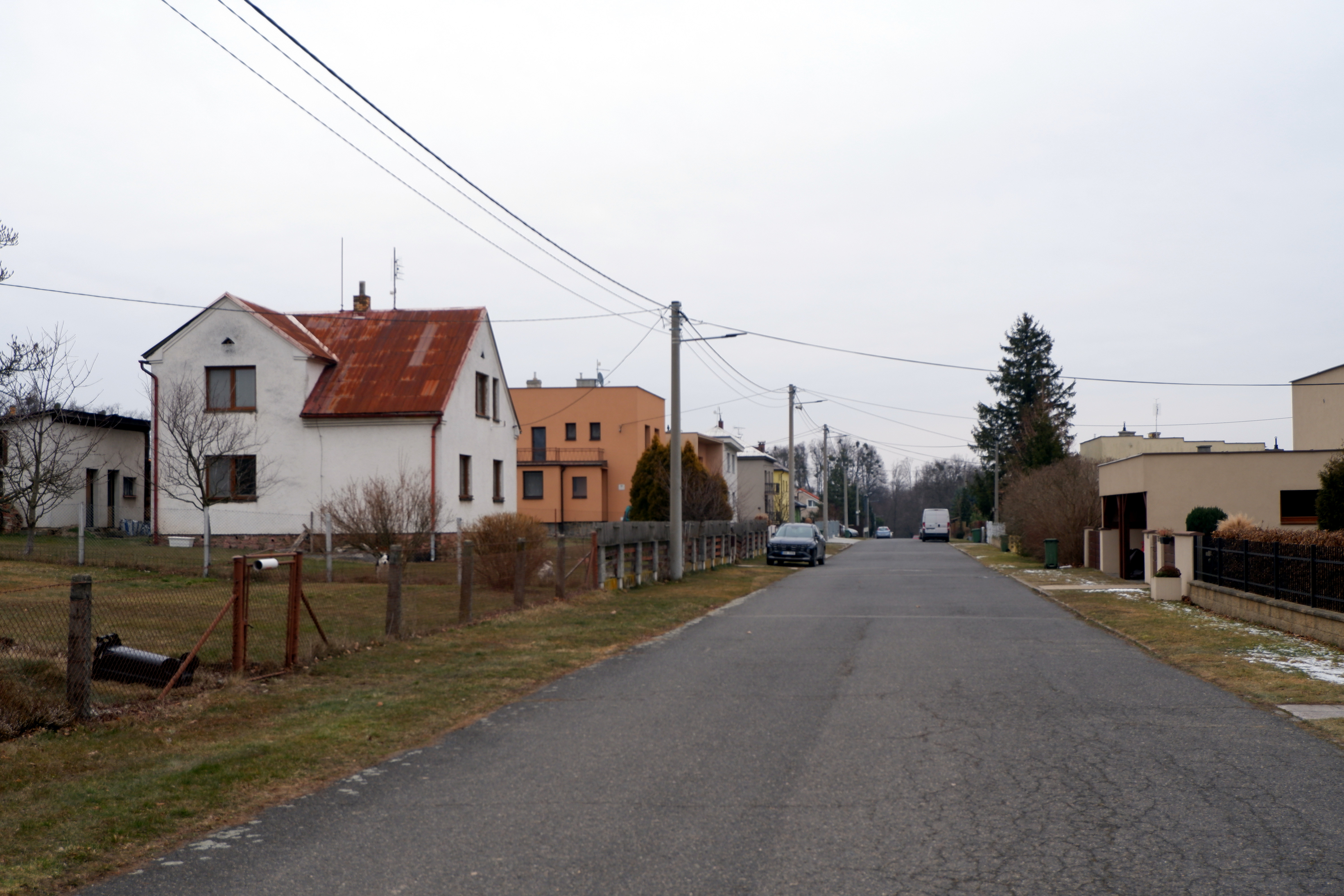
Ulice Na Svobodě

První písemná zmínka o obci pochází z roku 1377. Od roku 1424 vlastnili panství Falklové z Čochendorfu, kterým patřilo do 16. století. Za jejich vlády zde byla postavena tvrz, první zmínky o ní jsou z roku 1517, kdy ji Dětoch z Čochendorfu se vsí a dvorem a dvěma vesnicemi Plesnou a Pustkovcem postoupil Jindřichovi z Děhylova. Tato tvrz byla v roce 1577 přestavěna na renesanční zámek Albertem z Vrbna. Součástí zámku byl rozsáhlý statek, mlýn, rybník (Dobroslavický) a hájenka. Dále zde byl panský dvůr s ovčínem, pivovarem a lihovarem. Následujícími majiteli byli Tvorkovští z Kravař, Bruntálští z Vrbna, pánové z Choltic, Cikáni ze Slupska a rod Giannini z Itálie. V roce 1860 panství získali hrabata Wilczkové, kteří jej vlastnili až do zániku v roce 1945. Poslední majitel byl Johann Nepomuk (Hans) hrabě Wilczek (1884–1968).
Po Mnichovské dohodě v roce 1938 byly Dobroslavice připojeny k německé říši do okresu Bílovec (Wagstadt). Během osvobozovacích bojů byla obec z 80 % zničena, zámek vyhořel. Při obnově obce pomáhalo patronátní město Přerov. V roce 1976 byla obec součástí města Hlučína. Od roku 1992 je opět samostatná.
V roce 1894 se obecní zastupitelstvo rozhodlo postavit obecní dům za více než 2 500 zlatých. V obecním domě měla být obecní kancelář, nemocnice, umrlčí komora, hasičská zbrojnice, šatlava a kaple. Stavba byla zahájená až v roce 1896 a provedl ji Emil Hanke z Klimkovic. V současné době tvoří objekt kaple, dále jsou ve dvou místnostech kanceláře obecního úřadu. V dolní části, kde byla šatlava a hasičský sklad, byla po válce mlékárna a dnes (2015) je zde moštárna.
Obecní úřad se nyní nachází v objektu na Slezské ulici 260/3A, který byl postaven v roce 2013. Autory projektu jsou Lubomír Dehner a Ondřej Kubesa z Opavského ateliéru STUDIO-D. Náklady na stavbu činily 7 000 000 Kč.

## Školství
Škola byla postavena v letech 1889–1890 a otevřena byla 4. září 1890 jako jednotřídka. V roce 1911 byla rozšířena na dvoutřídku a budova školy dostala druhé podlaží. V roce 1912 se zde učilo 110 žáků. V letech 1945–1946 byla výuka prováděna v nepoškozených prostorech zámku. V roce 1995 byla škola rekonstruována a slouží k výuce 4. a 5. ročníků z obcí Děhylov a Dobroslavice. Děti 1.–3. ročníku navštěvují školu v Děhylově. V budově školy je pobočka Základní umělecké školy.
Mateřská školka byla založena v roce 1953.

## Sbor dobrovolných hasičů Dobroslavice
Jeden z velkých požárů byl v roce 1638, kdy byla zničena celá vesnice včetně dvora.
Sbor dobrovolných hasičů (SDH) v Dobroslavicích byl založen 24. července 1892. V témže roce byla zakoupena stříkačka čtyřkolová dvouproudní u firmy R. A. Smekal a výzbroj pro 30 mužů. V roce 1893 byla stříkačka vysvěcena za přítomnosti Elišky hraběnky Wilczkové-Kinské, kmotřenky hasičského sboru. V dolní části obecního domu vedle šatlavy bylo i hasičské skladiště. V roce 1897 se dobroslavičtí hasiči stali členy Hasičské župní jednoty Hrabyňské. V roce 1931 se konala v Dobroslavicích velká hasičská slavnost župy Hrabyňské a v červnu 1936 byl zde pořádán župní sjezd.

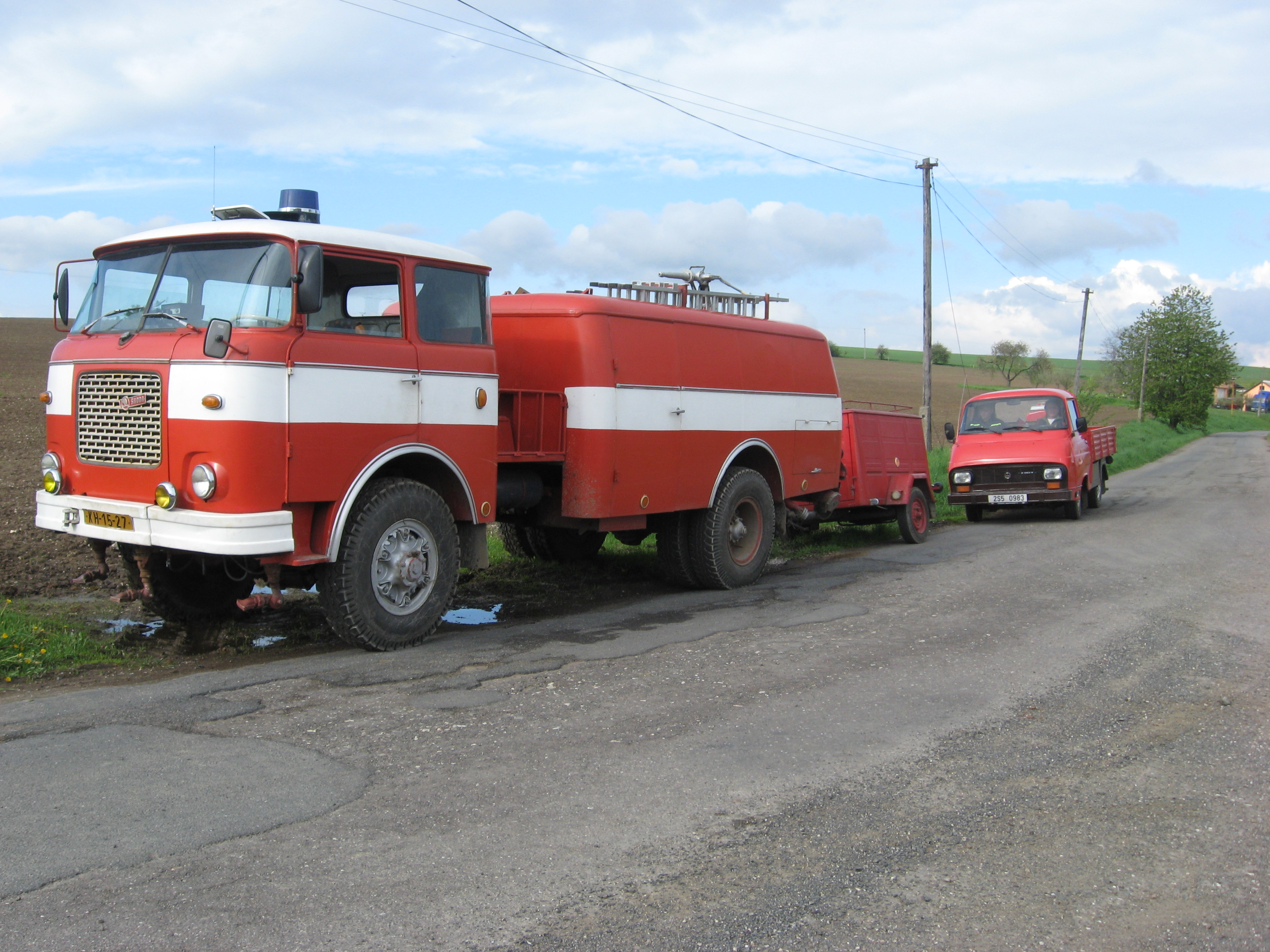
Škoda 706 RTHP CAS 25

Během osvobozovacích bojů byl majetek, kromě stříkačky, která byla jen poškozena, zničen. Výstavbu v poválečných letech podporovalo patronátní město Přerov. V roce 1945 byla zakoupena od Vítkovických železáren motorová stříkačka PPS 8. Výzbroj a výstroj byla uložena v garáži dvoru hraběte Wilczka. Po konfiskaci jeho majetku garáž byla garáž upravena na požární zbrojnici. Do užívání byla předána v roce 1951. V roce 1946 patronátní město poskytlo věcný dar ve výši 22 290 Kč. V roce 1958 hasičský sbor obdržel první auto Bedford QLR, které bylo v roce 1962 nahrazeno vozem Tatra 805. V roce 1972 bylo dodáno závodním požárním útvarem Nové Hutě speciální vozidlo Praga RN. Stará technika byla nahrazena v roce 1984 vozidlem Škoda 706 RTHP CAS 25. V roce 1997 jednotka zasahovala při likvidaci následků povodní v koksovně Šverma. V roce 2000 byl vysvěcen nový prapor SDH Dobroslavice. V roce 2002 byl sbor oceněn Čestnou medailí HZS ČR. V roce 2010 SDH Dobroslavice opět pomáhal při likvidaci následků povodní. V roce 2011 bylo zakoupeno vozidlo CAS K25 Liaz 101.860. V hasičské zbrojnici musel být zvýšen strop a rozšířena výjezdová vrata.

## Sport
TJ Sokol Dobroslavice byl založen v roce 1928. Jeho součástí je oddíl kopané, kuželkářské družstvo, tenisové družstvo, stolní tenisové družstvo. Pro sportovní vyžití jsou v obci tenisové kurty, kuželna se závodní dráhou, fotbalové hřiště a víceúčelové hřiště, které se v zimě mění na ledovou plochu pro bruslaře. Tenisové kurty se nacházejí v zámeckém parku. Fotbalový tým skončil po podzimu 2016/17 na prvním místě v okresním soutěži III. třídy sk. A. Pro stolní tenis se využívá kulturní dům, který je využíván i k jiné sportovní činnosti (jóga, aerobik).
Každý rok vede obcí trasa cyklistického závodu Velkopolomské okruhy.
Žije zde profesionální extraligový rozhodčí Robin Šír.

## Pamětihodnosti
- Zámecký park byl založen v letech 1813–1819 (původní zámek vznikl přestavbou tvrze v roce 1577[5] a byl částečně zničen v dubnu 1945 během bojů Ostravské operace).
- Sloup se sochou P. Marie při zámeckém parku z 19. století byl dar hraběte Wilczka Dobroslavicím[4].
- Dekorativní váza v barokním stylu z 19. století v zámeckém parku.
- Dva smírčí kříže z přelomu 15. a 16. století.
- Zřícenina mostu v zámeckém parku přes Děhylovský potok z přelomu 19. a 20. století.
- Kaple zasvěcená sv. Janu Nepomuckému z roku 1896 s mramorovým oltářem z roku 1910 a sochou světce před kaplí.
- Pomník padlých v I. světové válce (restaurován v roce 2007).
- Pomník obětem II. světové války.
- Pamětní strom: Lípa velkolistá u Sýkorů.[11][12]
- Lípa velkolistá u Sýkorů
- Alej k lipám a Výhled po lipami (severně od vesnice u cesty z Dobroslavic do Jilešovic, založeno v r. 2017 spolkem Dobro-vize).

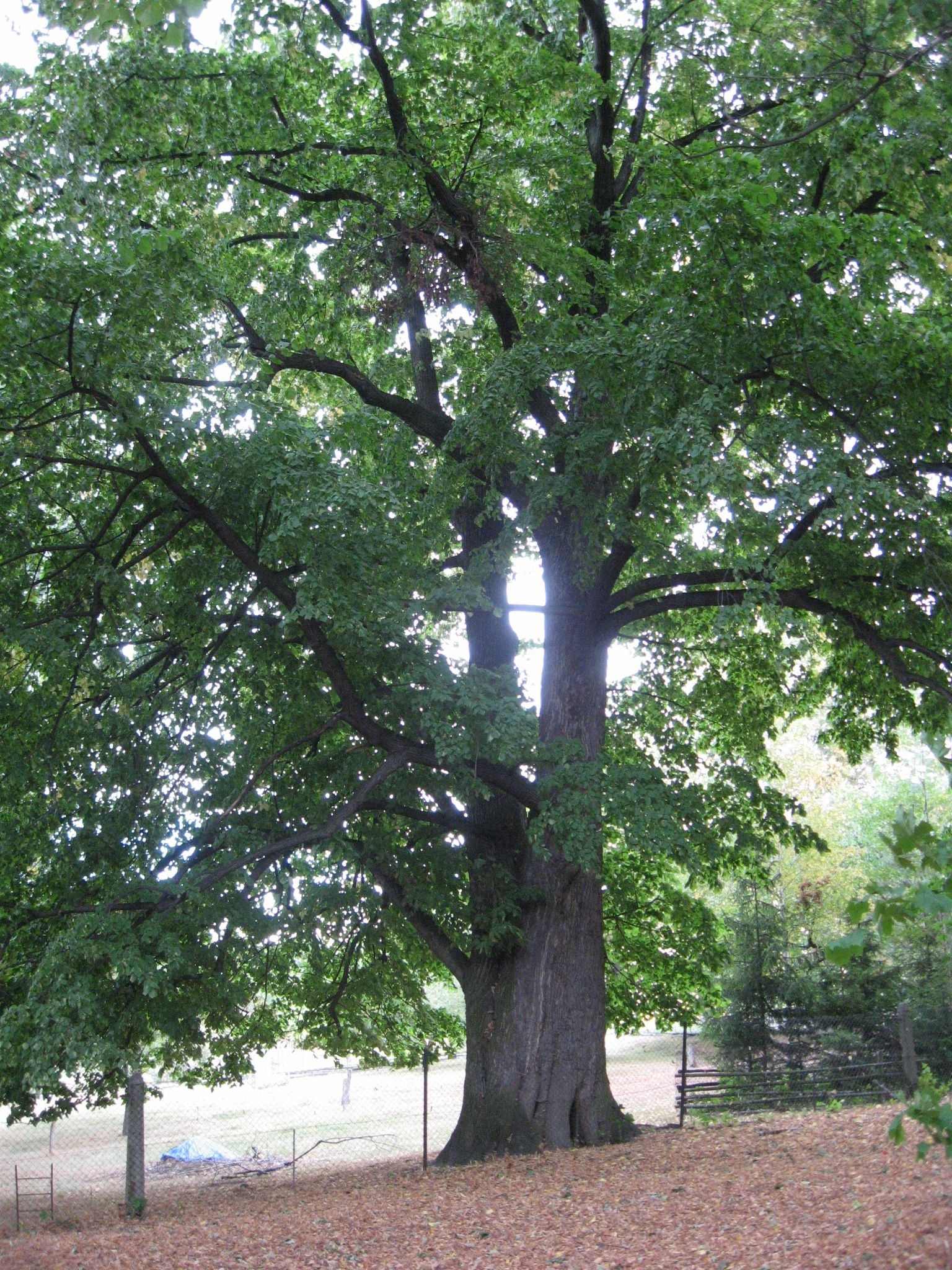
Lípa velkolistá u Sýkorů
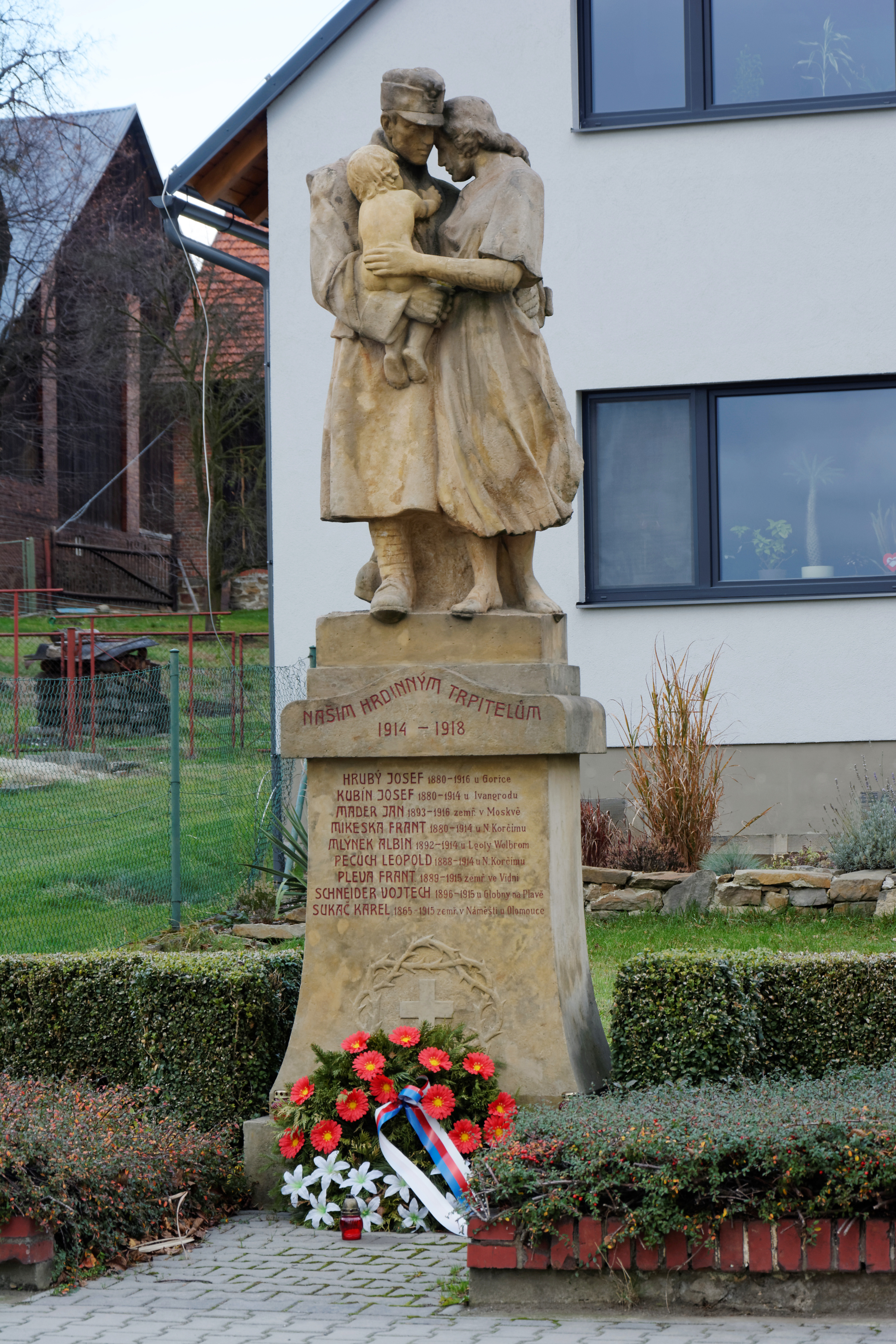
Pomník obětem 1. světové války
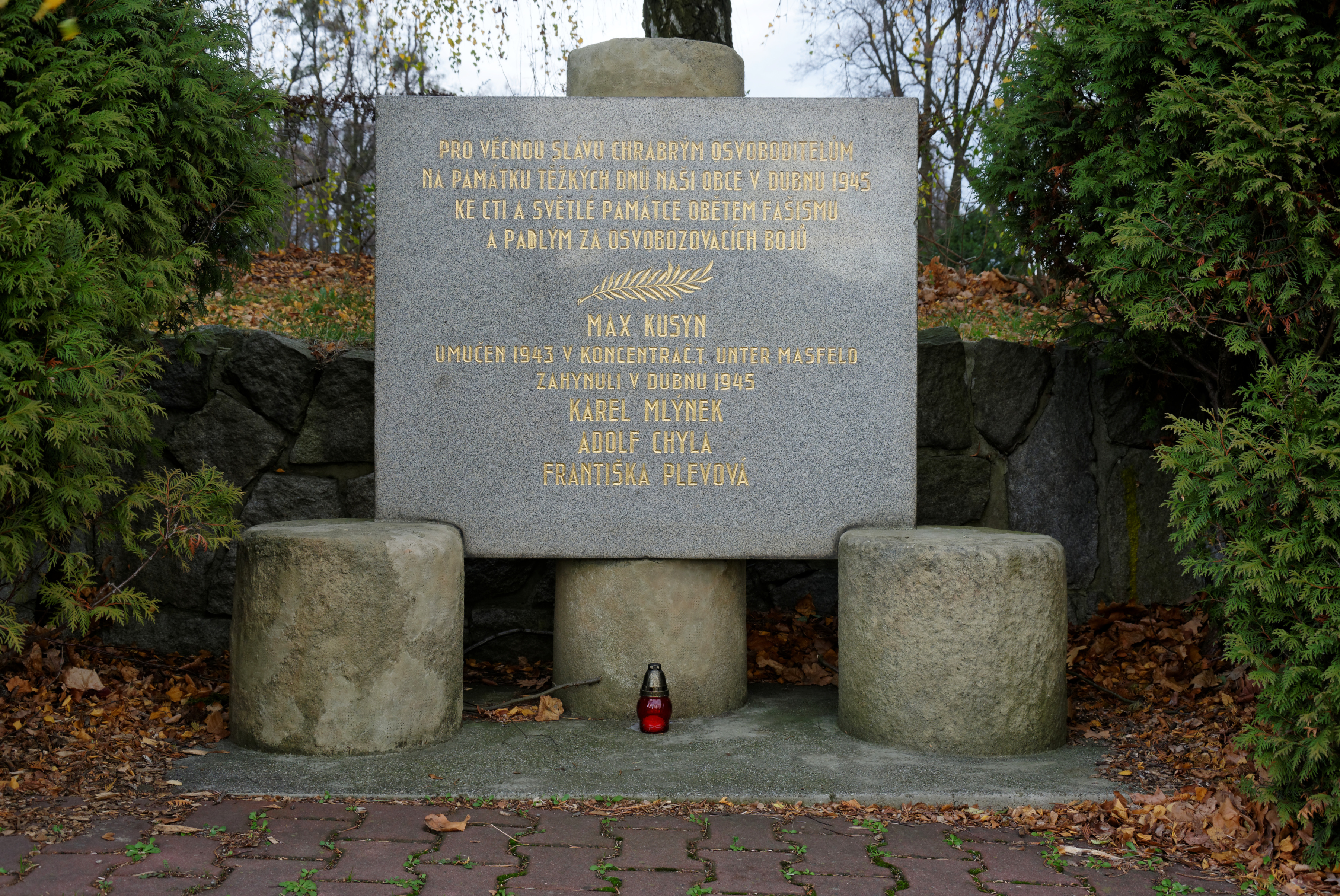
Pomník obětem 2. světové války

### Kulturní památky
- Zámecký park, kulturní památka ČR včetně kamenného mostu a dekorativní vázy[13]
- Sloup se sochou P. Marie[14]
- Smírčí kříž[15]
- Smírčí kříž[16]

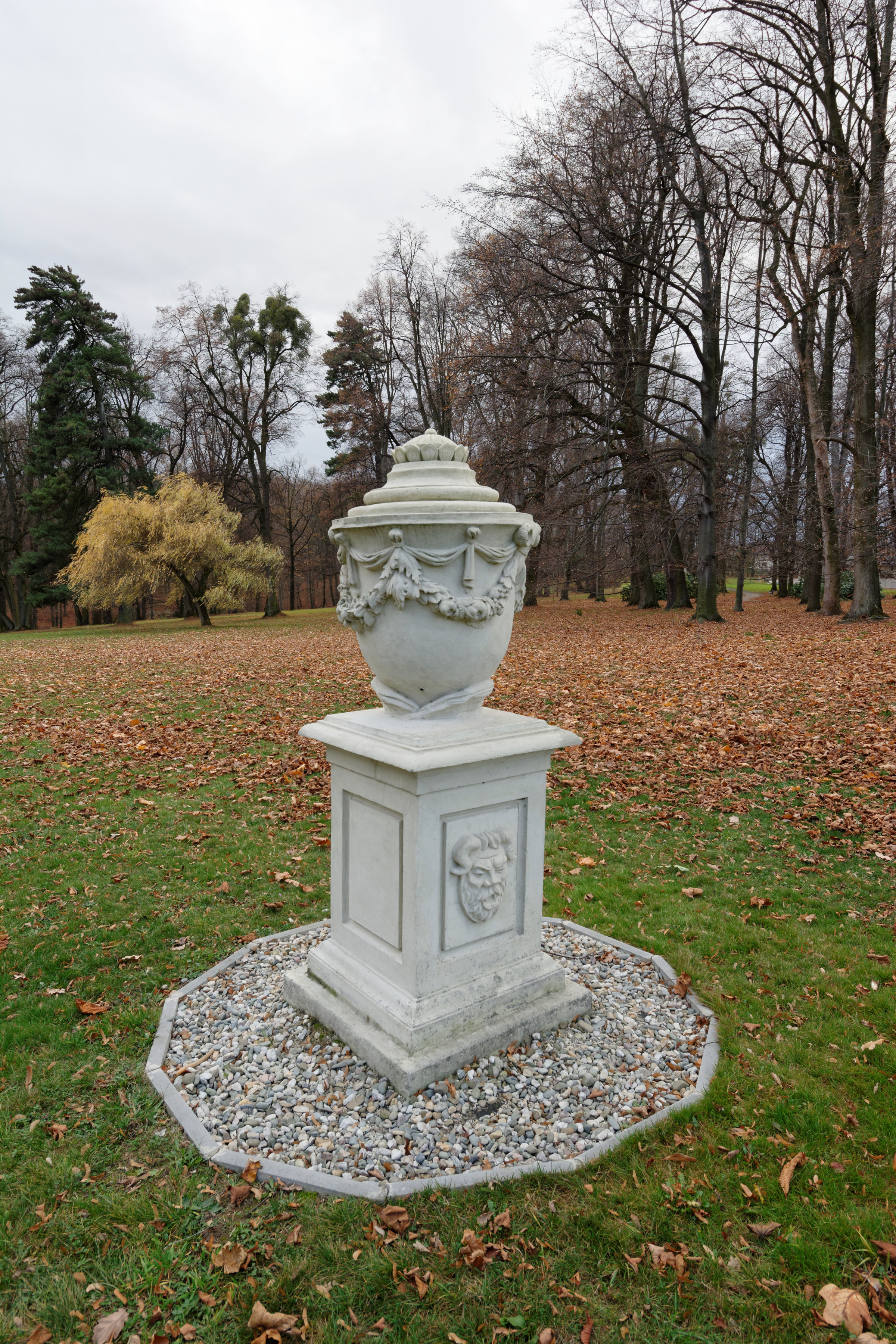
Dekorativní váza v zámeckém parku
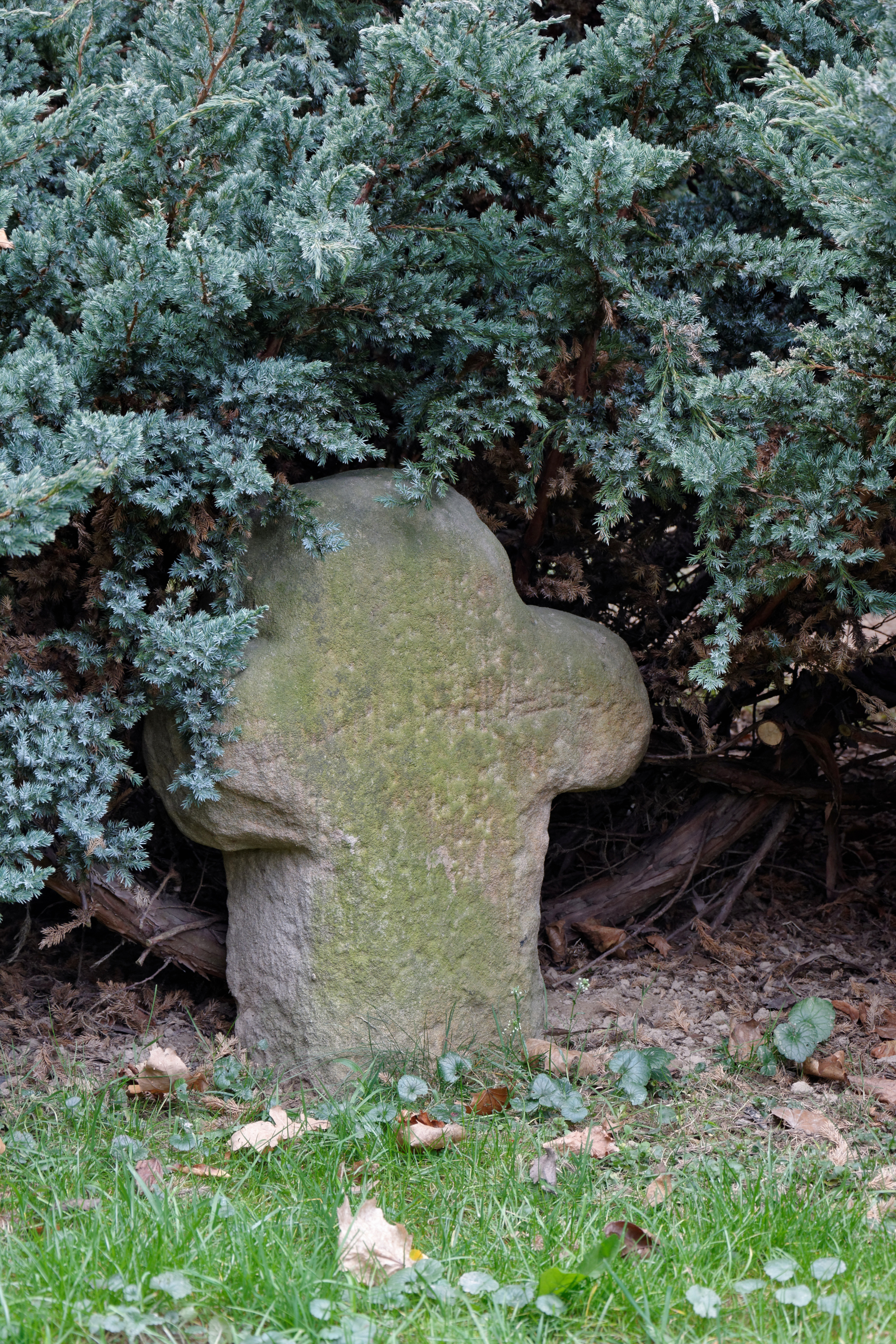
Smírčí kříž
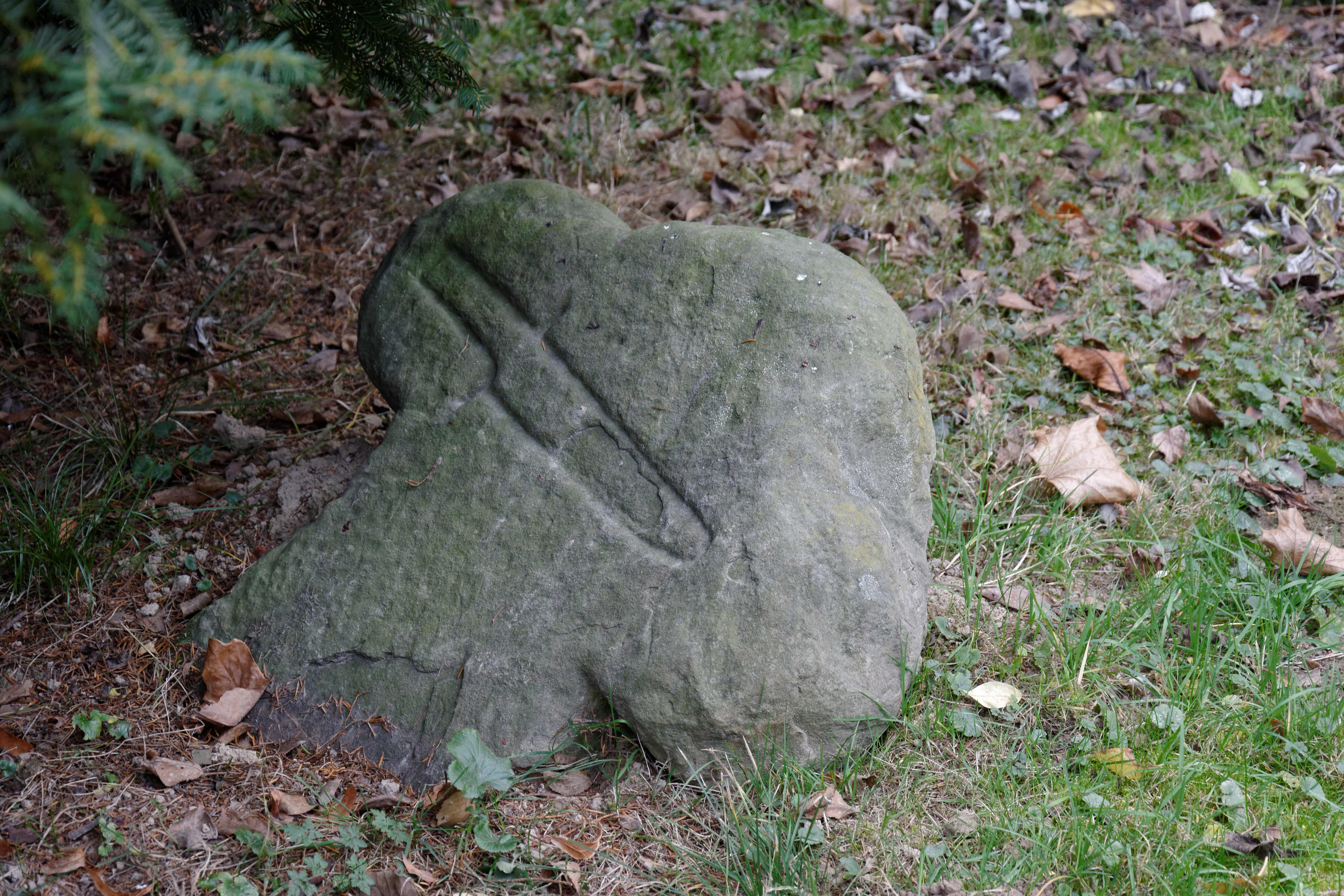
Smírčí kříž
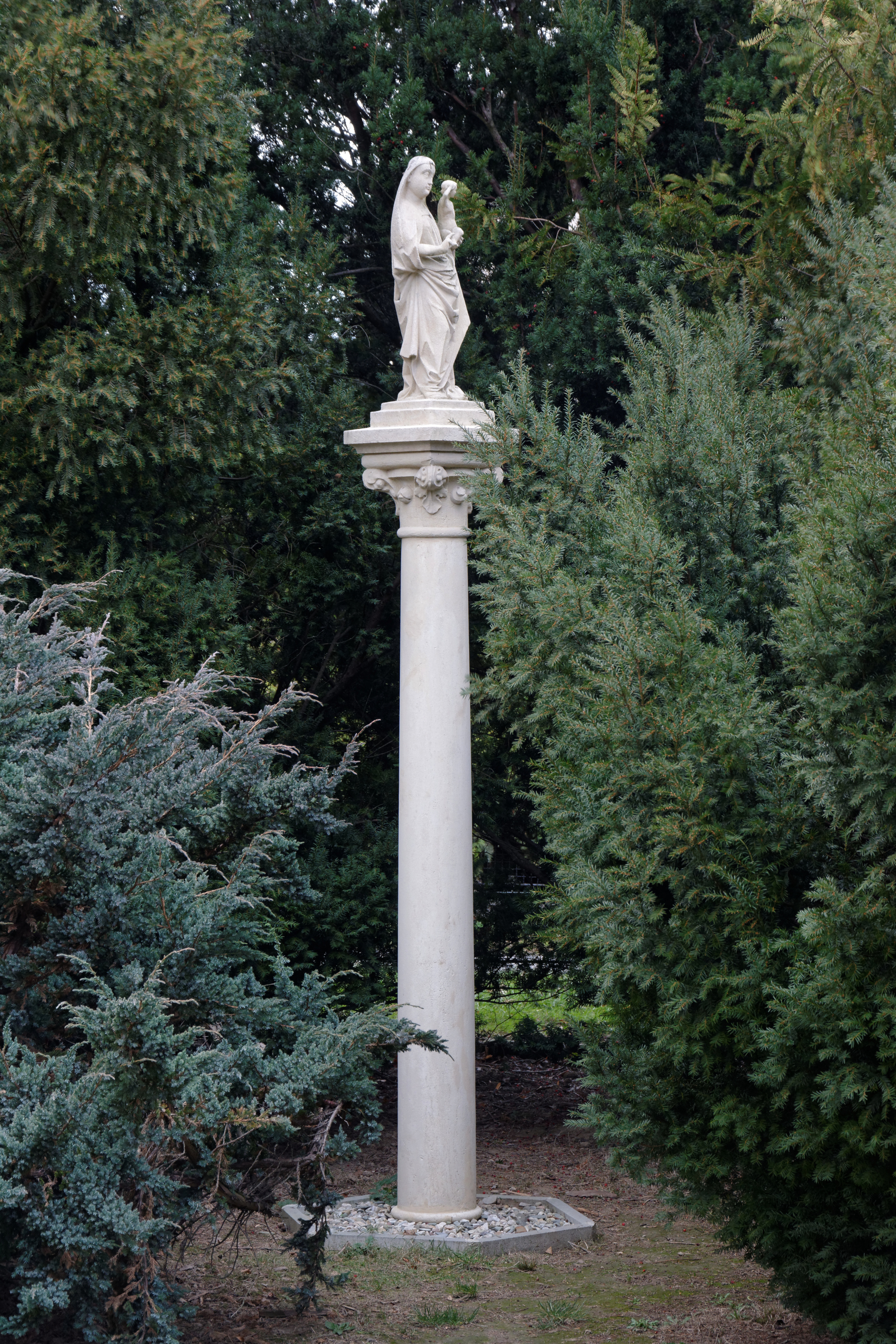
Mariánský sloup

### Muzeum porcelánových panenek
Muzeum porcelánových panenek bylo otevřeno v roce 2010. Je zde sbírka 500 porcelánových panenek, k vidění jsou i dobová kamna, kočárky, psací stroje a další. Nejmenší panenka měří 3 cm, největší 115 cm. Panenky byly zapůjčeny a vystavovány např. v Muzeu Hlučínska, v zámku v Kravařích nebo v Muzeu hraček v Ostravě.

### Naučná stezka z Dobroslavic do Děhylova
V obci také začíná naučná stezka Z Dobroslavic do Děhylova. Naučná stezka má šest zastavení, které se věnují okolní přírodě a krajině a také otázky pro děti. Naučná stezka má délku 2 km a vznikla za přispění dobrovolníků z Dobroslavic.

## Ostatní
- 1924 byla provedena elektrifikace obce.
- 1928 byl zaveden veřejný vodovod. V celé obci je vybudována kanalizace.
- 1994 a 1995 byla v Dobroslavicích provedena plynofikace .
- V centru obce je prodejna potravin.
- U hlavní komunikace na ul. Slezské stojí kulturní dům, který je využíván ke konání plesů, divadel, výstav nebo koncertů. Součástí kulturního domu je Hostinec u zámeckého parku. Poblíž se nachází další restaurace Kovárna s venkovním posezením, která byla přebudována právě z bývalé kovárny.